# Gábor Szabó (Musiker)

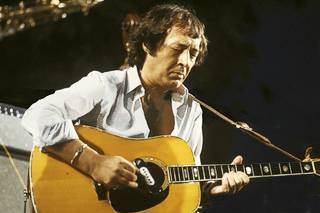
Gábor Szabó

Gábor Szabó (* 8. März 1936 in Budapest; † 26. Februar 1982 ebenda) war ein ungarischer Jazzgitarrist.

## Leben und Werk
Szabó begann im Alter von vierzehn Jahren als Autodidakt Gitarre zu spielen. Ab 1954 trat er als Berufsmusiker in verschiedenen Ensembles in Budapest auf und komponierte für Film und Radio. Am 22. November 1956 verließ er als Flüchtling seine ungarische Heimat, zog in die USA und studierte dort von 1957 bis 1959 am Berklee College of Music, wobei er unter anderem mit Toshiko Akiyoshi und der Newport International Band unter der Leitung von Marshall Brown auf dem Newport Jazz Festival 1958 spielte. Von 1961 bis 1965 war er Mitglied des Chico Hamilton Quintetts. 1965 orchestrierte er die Musik für Roman Polańskis Film Ekel. Zeitgleich war er im Quartett von Charles Lloyd. Bereits 1964 hatte ihn die Jazz-Fachzeitschrift Down Beat neben dem ebenfalls aus Ungarn stammenden Attila Zoller als „besten neuen Jazz-Gitarristen“ ausgezeichnet. 1969 begleitete er die Sängerin Lena Horne (Lena & Gabor).
Carlos Santana benutzte 1970 Szabós Stück Gypsy Queen als Teil seines Arrangements von Peter Greens Black Magic Woman. Der Titel erschien auf Santanas Album Abraxas und wurde als Single-Auskopplung ein Welthit. Ab Ende der 1960er Jahre hatte Szabó eigene Bands wie die kurzlebige Rockjazz-Gruppe The Perfect Circle (1974). 1968 gründete er mit Gary McFarland und Cal Tjader das Plattenlabel Skye Records. In den 1970er Jahren spielte Szabó mit Künstlern wie Ron Carter, Paul Desmond, Wayne Henderson und Bobby Womack.
Szabó starb 1982 während eines Heimaturlaubs in Ungarn an Leber- und Nierenversagen.

## Diskografie (Auswahl)
unter eigenem Namen
- Gypsy ‘66 (1965)
- Spellbinder (1966)
- Jazz Raga (1966)
- The Sorcerer (Recorded Live at the Jazz Workshop, Boston, 1967)
- More Sorcery (rec. 1967)
- Bacchanal (1968)
- Dreams (1968)
- 1969 (1969)
- High Contrast (1971)
- Mizrab (1972)
- Rambler (1973)
- Macho (1975)
- Nightflight (1976)
- Faces (1977)
- Belsta River (1979)
- Femme Fatale (mit Chick Corea, Paulinho da Costa und Jim Keltner; 1981)

mit Chico Hamilton
- Litho (1961)
- Drumfusion (1962)
- Transfusion (1962)
- Passin Thru (1962)
- A Different Journey (1963)
- Man From Two Worlds (1963)
- Repulsion (1964)
- Chic Chic Chico (1965)
- El Chico (1965)
- The Further Adventures Of El Chico (1966)

mit Charles Lloyd
- Of Course, of Course (1965)
- Nirvana (1965)
- Manhattan Stories (1965, ed. 2014)
- Waves (1972)

mit Gary McFarland
- The In Sound (1965)
- Profiles (1966)
- Simpatico (1966)